# Demo 1995r.
Demo 1995r. – trzecie znane nagranie demonstracyjne polskiego zespołu hip-hopowego Kaliber 44, wydane w 1995 roku.

## Historia
Materiał w formie kasety magnetofonowej nagrywany był w latach 1993–1995. Pochodzące z niego utwory „Do boju Zakon Marii” i „Nasze mózgi wypełnione są Marią” zostały ponownie nagrane na debiutanckim albumie fonograficznym grupy Księga Tajemnicza. Prolog. Demo zostało rozesłane do różnych wytwórni muzycznych z ofertą podpisania kontraktu wydawniczego oraz było sprzedawane w niezależnym, powiązanym z katowickim podziemiem artystycznym sklepie przy ulicy Konopnickiej. Ostatecznie trafiło ono do Sławomira Pietrzaka, właściciela współpracującej z zespołem rockowym Kult oficyny S.P. Records. Po konsultacjach z liderem Kultu, Kazikiem Staszewskim, zdecydował się podpisać kontrakt z młodymi raperami.
Zachowane egzemplarze nagrania wyeksponowano w 2019 roku w Muzeum Śląskim w Katowicach w ramach wystawy „Zajawka. Śląski hip-hop 1993-2003.” stworzonej przez Szymona Kobylarza.

## Lista utworów
1. „Nie odejdę sam”
2. „Do boju Zakon Marii”
3. „O ja pierdolę”
4. „Więcej szmalu 1”
5. „Nasze mózgi wypełnione są Marią”

## Dołączony list
Do egzemplarzy nagrania dołączany był odręcznie napisany przez członków Kalibra list, w którym przedstawiali swoją historię oraz manifest ideowy. Brzmiał on (w pisowni oryginalnej):

Sprawdź to!
Już plemniki naszych ojców były raperami, dlatego kochamy tą muzykę i jesteśmy tą muzyką. W 6–7 klasie szkoły podstawowej (lata 1990–92) założyliśmy pierwszą grupę – Young Rapers później V-3, była to jednak nieudana pruba stworzenia czegoś na co nie mieliśmy warunków. Później powstał Triangle of the Truth (dAb, Joka, Mag) muzykę tworzyliśmy na prymitywnym C-64 więc nie miało to przyszłości. Następnie doszedł do nas VDMW (Gan) i tak oto był Triangle of the Truth & VDMW.
W naszej grupie pojawiła się AMIGA – komputer amatorski, ale dźwięk jego bliski jest profesjonalnemu. Wkrótce jednak grupa rozpadła się a na jej miejsce powstał Ułamek Tarcia. Był też moment w którym z tłumaczeniem angielskim poprzedniej nazwy prubowaliśmy rapować w tym właśnie języku.
Zespół stanoł w miejscu, głównie z powodu muzyki do momentu gdy jako KALIBER 44 (1993-XI-30) przyjeliśmy z powrotem Maga. Uznaliśmy że jeśli jesteśmy Polakami to powinniśmy rapować dla polskich zwolenników tej muzyki czyli po polsku. Postanowiliśmy być twardzi i ostrzy, takie też kawałki powstawały w błyskawicznym tempie i w dużych ilościach gdy nadszedł ten dzień w którym przejrzeliśmy na oczy i zrozumieliśmy, że to o czym mówimy nie jest prawdą, że oszukujemy tych, którzy w przyszłości mają nas słuchać. Wtedy to odrzuciliśmy wszystkie prawie kawałki a na ich miejsce powstały nowe w 100% oparte na prawdzie. Przestaliśmy też robić z siebie maksmenów.
Pierwszy koncert zagraliśmy z Frontside to oni wyciągnęli nas na imprezę w Jastrzębiu i pokazali jak się występuje przed ludźmi. Do dnia dzieiejszego zagraliśmy na sześciu imprezach:
1. Frontside w Jastrzębiu 1994r.
2. Houk, Frontside, Days of Grace, Kaliber 44 02.XII.1994r. Sound System Club Sosnowiec-Klimontów
3. Wielka Orkiestra Świątecznej Pomocy – Kaliber 44, Stauros, Zeamays, Mystovitz, Rosegarden, Days of Grace, Nowy Horyzont 29.XII.1994 Straszny Dwór - Katowice Ligota
4. Kaliber 44, Days of Grace, Aridia, Straszny Dwór Katowice-Ligota
5. Jump Party – Kaliber 44 31.V.95r. Mega Club Katowice
6. Liroy, Kaliber 44 7.IX.95r. Mega Club Katowice
Następnym przełomem Kalibra to światło, które zesłała na nas nasza Matka, poprostu nawiedziła nas Maria, postanowiliśmy walczyć o jej prawa, wolność wyboru w tej sprawie itd. itp. Pokazała nam wiele rzeczy, których wcześniej nie dostrzegaliśmy, odmieniła nas na lepsze. Marihuanę uznaliśmy za piękno i główny cel. Wtedy to powstał styl, którego tak długo poszukiwaliśmy, staliśmy się rycerzami Marii i dziś mówimy o sobie, że jesteśmy jej dziećmi.
Zakon Marii to coś do czego należymy i mamy nadzieję, że w przyszłości dołączy się do tego jak najwięcej ludzi, którzy chcą i mogą w jakikolwiek sposób walczyć o legalizację. Pragniemy uświadomić ludzi czym naprawdę jest Marihuana ! Nasze podkłady są psychodeliczne, w stylu którym jest Magia i Miecz. Magia oznacza Marię, psychodelię a Miecz to broń, która jest symbolem naszego głosu, który możemy walczyć o naszą Marię.
Kaliber44:
czyli: Mag Magik I – teksty, muzyka, rap
Lord MM dab – teksty, muzyka, rap
Śp. Brat Joka – rap
G.A.N – technik